# ماثيو هاريسون (عالم عقيدة)
ماثيو هاريسون (بالإنجليزية: Matthew Harrison)‏ هو عالم عقيدة أمريكي، ولد في 14 مارس 1962 في سيوكس سيتي في الولايات المتحدة.